# Шосе 5 (Альберта)
Шосе провінції Альберта № 5, яке зазвичай називають шосе 5, це 129 кілометрове шосе, що з'єднує Летбридж з національним парком Вотертон-Лейкс на півдні Альберти, Канада. Починається як шосе зі сходу – захід у Вотертоні та переходить на маршрут з півночі – південь, а потім закінчується на Кроуснест Трейл (шосе 3) в Летбриджі.
Шосе 5 є частиною Ковбойської стежки між шосе 6 у Національному парку Вотертон-Лейкс і Кардстоні.

## Опис маршруту
Шосе 5 починається в парку Гамлет-оф-Вотертон у Національному парку Вотертон-Лейкс. Після виходу з парку шосе зазвичай йде на схід, проходячи повз села Маунтін-В’ю та Лівітт до міста Кардстон. Після Кардстона шосе зазвичай йде на північний схід, проходячи повз село Спрінг-Кулі, місто Маґрат і станцію Гамлет-Веллінг. Невдовзі після станції Веллінг шосе рухається на північ, повз село Веллінг, а потім закінчується на шосе 3 в Летбриджі.

## Дивись також
- Національний парк Вотертон-Лейкс